# Книшики
Книшики, туленики, книшик (одн.) — відкритий пиріжок із смаженою цибулею або сирою капустою. Є класичною стравою в українській кухні.

## Походження
Є старовинною українською стравою, своєрідним варіантом книша. Була поширена Правобережжям, Волинню та Галичиною. Звідти перейшла до білоруської кухні.

## Рецепт
Класичне приготування. Борошно змішати з сіллю. Масло нарізати кубиками і перетерти з борошном в крихту. Яйце збити, додати оцет, воду і тонкою цівкою влити в борошно. Замісити нетуге тісто. Якщо буде туге, то додати 1—2 ложки води. Покласти тісто в холодильник на 1 годину. За цей час приготувати начинку.
 
Начинка. Нарізати капусту. Цибулю обсмажити і додати до капусти. Можна готувати окрі начинки: з капусти або цибулі. В Білорусі начинку становить картопляне пюре. Все це остудити і покласти зелень, сіль і перець за смаком.
Тісто розділити на дві частини, одну відправити назад в холодильник чекати своєї черги. Тісто розкачати в тонкий пласт, видушують посередині ямку, накладають туди начинки. Потім роблять 4 розрізи і зліплюють, як рожан, щоб начинки було помітно.
Викласти на деко і випікати до золотавого кольору. Готові книшики накрити рушником і дати їм трохи охолонути, інакше вони будуть жорсткі. Вживаються з борщем, юшками.
Відомий пісний книшик, що готують з маком. Готове тісто посолити. До маку покришити плодистцю, приросту, чебрику, цибулі, додати олії, цукру або меду. Суміш накладають у книшики і печуть. З XVII ст. знані були гуцульські книшики з додаванням бринзи в середини та овечого сири зверху.